# La punta della lancia
La punta della lancia (End of the Spear) è un film del 2005 diretto da Jim Hanon.

## Trama
Ambientato nel profondo della foresta amazzonica dell'Ecuador e basato su una storia vera, il film racconta la storia dell'Operazione AUCA, nel corso della quale cinque missionari cristiani, Nate Saint, Jim Elliot, Pete Fleming, Ed McCully, Roger Youderian, nel 1965 provarono ad evangelizzare la tribù dei Waodani, nelle giungle dell'Ecuador. Nel profondo della foresta amazzonica sopravvive una tribú tagliata fuori dalla civiltà e ancorata ad uno stile di vita selvaggio, dove la violenza e la vendetta sono all'ordine del giorno.
Pur con tutte le intenzioni nobili e di pace i missionari non vengono accettati e, ritenuti una minaccia per la salvezza della tribù, vengono uccisi. La vita del protagonista Mincayani che guida la tribù dei Waodani, una delle etnie più violente che gli antropologi hanno documentato, cambia improvvisamente quando lui e la sua famiglia uccidono i cinque missionari. Da questo evento, Mincayani affronterà un percorso tortuoso di scoperta e di confronto con la propria cultura, con la storia della sua popolazione. Le famiglie dei missionari uccisi però decidono di restare in Ecuador e, con grande spirito cristiano di perdono, tentano di vivere tra i Waodani.
La storia si intreccia con gli interrogativi del giovane Steve Saint, il figlio di uno dei missionari evangelici, che lotta per capire perché suo padre è morto. Dovrà però imparare ad accettare una tragedia che non si può modificare. Nell'insieme emerge una storia reale intrisa di sacrificio, coraggio e riscatto da cui si evincono importanti messaggi quali il ruolo della religione nella trasformazione della cultura e l'insegnamento del perdono evangelico. Tra Mincayani e Steve Saint si è poi instaurato un legame che continua ancora oggi.